# Dichomeris crepida
Dichomeris crepida is een vlinder uit de familie van de tastermotten (Gelechiidae). De wetenschappelijke naam van de soort is voor het eerst geldig gepubliceerd in 1986 door Hodges.

## Type
- holotype: "male, 20.III.1974, R. B. Dominick"
- instituut: USNM
- typelocatie: "USA, South Carolina, McClellanville"[3]